# Paul Morgan (attore)
Paul Morgan, nome d'arte di Paul Morgenstern (Vienna, 1º ottobre 1886 – Campo di concentramento di Buchenwald, 10 dicembre 1938), è stato un attore, cabarettista e autore austriaco.

## Biografia
Morgan studiò recitazione alla Theater-Akademie di Vienna. Dopo i primi ruoli comici nelle operette, nel 1917 iniziò a lavorare al teatro Simplicissimus di Vienna in qualità di presentatore, poi al Nelson-Theater di Berlino, con lo pseudonimo di Paul Stephan. La sua carriera cinematografica incominciò nel 1919, quando interpretò il ruolo di un meticcio nel film fantasy Halbblut di Fritz Lang.
Il 1º dicembre 1924 fondò, insieme a Kurt Robitschek e Max Hansen, la Kabarett der Komiker a Berlino, dove lavoreranno grandi comici come Werner Finck, Wilhelm Bendow e Heinz Erhardt. Qui Morgan affinò la parte più satirica del suo stile, prendendo spesso di mira Hitler e il suo antisemitismo.
Il teatro venne successivamente assaltato dalle SA, le cosiddette "camicie brune". In seguito a questo fatto, Morgan lasciò la Germania e si recò ad Hollywood, dove lavorò per diversi mesi prima di tornare in Europa e cercare fortuna in Svizzera. Nel 1933, dopo la presa del potere da parte di Hitler e dei nazisti, tornò a Vienna e riprese la sua attività assieme a Robitschek. Nel marzo 1938 la situazione precipitò con l'Anschluss, ovvero l'annessione e la sottomissione dell'Austria alla Germania.
Morgan venne arrestato e deportato al campo di concentramento di Dachau, poi a quello di Buchenwald, dove morì il 10 dicembre dello stesso anno di polmonite, a seguito di un esercizio punitivo svolto nel gelo invernale.

## Filmografia parziale
- La signora del mondo, quarto episodio (Die Herrin der Welt 4. Teil - König Macombe) (1919)
- Wolkenbau und Flimmerstern, regia di Josef Coenen, Wolfgang Geiger (1919)
- Die Revolution in Krähwinkel, regia di Rudolf Stiaßny (1920)
- Kurfürstendamm, regia di Richard Oswald (1920)
- Anständige Frauen, regia di Carl Wilhelm (1920)
- Das Rätsel im Menschen, regia di Konrad Leitner, Paul L. Stein (1920)
- Die Kwannon von Okadera, regia di Carl Froelich (1920)
- Die Insel der Gezeichneten, regia di Joseph Delmont (1920)
- Die Beichte einer Toten, regia di Martin Zickel (1920)
- Der unheimliche Chinese, regia di Fred Stranz (1920)
- Opfer der Keuschheit, regia di Manfred Noa (1921)
- Vier um die Frau, regia di Fritz Lang (1921)
- Diamonds (1920)
- The Girl with a Patron (1925)
- The Red Mouse (1926)
- The Third Squadron (1926)
- The Brothers Schellenberg (1926)
- We Belong to the Imperial-Royal Infantry Regiment (1926)
- Le Fauteuil 47, regia di Gaston Ravel (1926)
- Family Gathering in the House of Prellstein (1927)
- Radio Magic (1927)
- Einbruch (1927)
- Schwester Veronica (1927)
- Mascots (1929)
- Fräulein Else, regia di Paul Czinner (1929)
- Miss Midshipmen (1929)
- Wien, du Stadt der Lieder, regia di Richard Oswald (1930)
- Das Kabinett des Dr. Larifari (1930)
- Schuberts Frühlingstraum
- Königin einer Nacht, regia di Fritz Wendhausen (1931)
- Menschen hinter Gittern, regia di Pál Fejös (1931)
- Casanova wider Willen (1931)
- Strohwitwer
- Einer Frau muß man alles verzeih'n
- Arm wie eine Kirchenmaus
- I cadetti di Vienna (Liebeskommando), regia di Géza von Bolváry (1931)
- The Ladies Diplomat (1932)
- Katharina, die Letzte, regia di Hermann Kosterlitz (1936)